# Иван Дуке
Иван Дуке Маркез (шп. Iván Duque Márquez; Богота, 1. август 1976) колумбијски је политичар, правник и бивши председник Колумбије од 7. августа 2018. до 7. августа 2022. године. Изабран је за најмлађег председника Колумбије, као кандидат Демократског центра на председничким изборима 2018. године, а у кампањи се противио мировном споразуму са Револуционарним оружаним снагама Колумбије (ФАРК).
Његова владивана је критикована због повећаних случајева масакра над ненаоружаним цивилима, повећаног броја убистава лидера заједница (205 од почетка мандата), повећаног броја убистава бивших герилаца који су се предали наком потписаног мировног споразума (224), повећаног броја убистава синдикалних лидера и бораца за животну средину и због некажњавања починитеља ових убистава. Критикован је и због обустављања мировних преговора са Ослободилачком националном армијом (ЕНЛ), као и због поновних војних операција, коришћења војске зарад разбијања протеста и због протеривања посматрача Уједињених нација за људска права. Највише критика је добио након протеста 2020. године, када је полиција пуцала на демонстранте, убивши 13, и повредивши преко 400 људи.